# Dodonaea procumbens
Dodonaea procumbens är en kinesträdsväxtart som beskrevs av Ferdinand von Mueller. Dodonaea procumbens ingår i släktet Dodonaea och familjen kinesträdsväxter. Inga underarter finns listade i Catalogue of Life.